# Табата Терукі
Табата Терукі (яп. 田畑 輝樹; нар. 16 квітня 1979) — японський футболіст, що грав на позиції захисника.

## Футбол
Протягом 1998–1999 років грав за команду «Альбірекс Ніїгата».

## Пляжний футбол
Був учасником Чемпіонат світу з пляжного футболу 2007, 2008, 2009, 2011, 2013, 2015 та 2017.